# Bussus-lès-Yaucourt
Bussus-lès-Yaucourt è un comune francese di 553 abitanti situato nel dipartimento della Somme nella regione dell'Alta Francia. È stato istituito il 1 gennaio 2025 dalla fusione dei precedenti comuni di Bussus-Bussuel e Yaucourt-Bussus.